# Caraphia taiwana
Caraphia taiwana là một loài bọ cánh cứng trong họ Cerambycidae.